# El Zapotal, Paso del Macho
El Zapotal är en ort i Mexiko.   Den ligger i kommunen Paso del Macho och delstaten Veracruz, i den sydöstra delen av landet, 250 km öster om huvudstaden Mexico City. El Zapotal ligger 588 meter över havet och antalet invånare är 429.
Terrängen runt El Zapotal är kuperad åt sydväst, men åt nordost är den platt. Terrängen runt El Zapotal sluttar österut. Runt El Zapotal är det ganska tätbefolkat, med 155 invånare per kvadratkilometer. Närmaste större samhälle är Córdoba, 18,9 km sydväst om El Zapotal. Trakten runt El Zapotal består till största delen av jordbruksmark.